# (35938) 1999 JQ125
1999 JQ125 (asteroide 35938) é um asteroide da cintura principal. Possui uma excentricidade de 0.10312400 e uma inclinação de 5.64547º.
Este asteroide foi descoberto no dia 10 de maio de 1999 por LINEAR em Socorro.